# Whenever I Say Your Name
Whenever I Say Your Name è un duetto tra il cantante britannico Sting e la cantante statunitense Mary J. Blige. Si tratta del secondo singolo estratto da Sacred Love, il settimo album solista di Sting. La canzone non era stata originariamente inclusa nel sesto album di Mary J. Blidge, Love & Life, ma venne poi aggiunta come traccia bonus nella riedizione internazionale del disco.
Nel Regno Unito, il singolo ha raggiunto solamente il 60º posto della Official Singles Chart, diventando il minor successo in classifica di Sting dai tempi del 94º posto di They Dance Alone (Cueca Solo) nel 1988. Nonostante il mancato successo commerciale, la canzone è stata premiata ai Grammy Awards del 2004 come Miglior collaborazione vocale pop.

## Tracce
1. Whenever I Say Your Name – 5:25
2. Whenever I Say Your Name (remix di will.i.am con i Black Eyed Peas) – 4:03
3. Whenever I Say Your Name (remix di Salaam Remi) – 4:48

## Classifiche
| Classifica (2003) | Posizione massima |
| ----------------- | ----------------- |
| Belgio (Vallonia) | 6                 |
| Paesi Bassi       | 60                |
| Regno Unito       | 60                |
| Stati Uniti (R&B) | 60                |
| Svizzera          | 50                |

## Premi
Grammy Awards
2004 - Grammy Award alla miglior collaborazione vocale pop